# Relações entre Israel e Síria
As relações entre Israel e Síria referem-se às relações diplomáticas hipotéticas entre o Estado de Israel e a República Árabe Síria. Quaisquer contatos diplomáticos, econômicos ou políticos entre ambas as nações são inexistentes desde a Declaração de Independência do Estado de Israel, em 14 de maio de 1948. Os dois países permanecem em contínuo estado de guerra, e já se enfrentaram durante a Guerra árabe-israelense de 1948, Guerra dos Seis Dias em 1967, e na Guerra do Yom Kippur em 1973. Ambos são vizinhos, com uma extensão de 76 km na fronteira entre os dois países.